# Широков, Сергей Сергеевич (режиссёр)
Сергей Сергеевич Широков (род. 13 мая 1982, Иваново) — российский режиссёр. Член Академии Российского телевидения. Режиссёр-постановщик главных развлекательных телевизионных проектов телеканала «Россия», режиссёр оперы «Пассажирка» М.С. Вайнберга (театр «Новая опера»). Четырехкратный обладатель российской национальной премии "ТЭФИ" (2025)

## Биография
Родился в 1982 году в городе Иваново. С раннего детства увлекался музыкой и театром и даже мечтал о работе в цирке. Ещё школьником пошёл работать в симфонический оркестр Ивановского музыкального театра, также учился в Школе театрального искусства Ивановского музыкального театра, исполнил несколько ролей в постановках.
Окончив общеобразовательную и музыкальную школу, Сергей переехал в Москву и поступил в Государственное Музыкальное училище им. Гнесиных на факультет «Инструментальное исполнительство». Окончив ГМУ, поступил в Российскую Академию музыки имени Гнесиных (2001—2006) на факультет «Продюсерство», курс профессора Дины Константиновны Кирнарской, одного из наиболее авторитетных специалистов в России в области музыкальной психологии, доктора наук.
Некоторое время Сергей обучался дирижированию у Владимира Ивановича Федосеева, художественного руководителя и главного дирижёра Большого симфонического оркестра имени П. И. Чайковского.
2010—2014 — преподаватель продюсерского факультета РАМ им. Гнесиных.
С 2003 года работает на телеканале «Россия» в качестве режиссёра-постановщика телевизионных развлекательных программ.
27 января 2017 года состоялась премьера оперы М. С. Вайнберга «Пассажирка», которую поставил Сергей Широков на сцене Московского театра «Новая опера» имени Е. В. Колобова. За постановку оперы Сергею и коллективу театра присуждена Премия города Москвы в области литературы и искусства, в номинации «Музыкальное искусство» в 2018 году.

## Телевизионные проекты
Режиссёр-постановщик самой популярной и старейшей программы на телевидении «Новогодний голубой огонёк на Шаболовке» с 2008 года.
Реализованные проекты:
2004 — н. в. — Международный фестиваль юмора «Юрмала» (сейчас «Юморина»);
2005, 2006, 2007 — сольные концерты народного артиста России Дмитрия Хворостовского в Государственном Кремлёвском дворце, Красной площади и Большом зале консерватории;
2005 и 2010 — сольный концерт народной артистки России Надежды Бабкиной в ГЦКЗ «Россия» и Crocus City Hall;
— Творческий вечер Михаила Жванецкого в Концертном зале им. Чайковского;
2006 — н. в. — Национальный отборочный конкурс исполнителей детской песни «Евровидение»;
2007 — «Секрет успеха» («X-Factor»);
2008 — н. в. — «Новогодний Голубой огонёк»;
2008 — Национальный отборочный конкурс песни «Евровидение»; международный — Дима Билан;
2007 — н. в. — «Лучшие песни», «Необыкновенный огонек»;
2008—2021 — «Новогодний парад звезд»;
2008—2018 — «Субботний вечер»;
2009 — Юбилейный концерт, посвящённый 80-летию Александры Пахмутовой в Московском академическом музыкальном театре им. Станиславского и Немировича-Данченко;
2010 — режиссёр-постановщик «Comedy Club»;
2010 — Национальный отборочный конкурс песни «Евровидение»; международный — Петр Налич;
2011 — «Добрый вечер с Максимом», ведущий Максим Галкин;
2011—2012 — мюзикл «Волшебный Новый год» Александры Пахмутовой;
2012 — «Евровидение» — режиссёр номера группы Бурановские бабушки, заняли 2 место;
2015 — Сольный концерт Александра Реввы (Артур Пирожков) в Crocus City Hall;
2015 — Юбилейный концерт Юрия Энтина «Мир без любви твоей» в Crocus City Hall;
— Сольный концерт Дениса Мацуева в Государственном Кремлёвском дворце;
2015 — н. в. — Всероссийский конкурс детских талантов «Синяя птица», автор и ведущая Дарья Златопольская;
2017 — н. в. — «Привет, Андрей!» еженедельное ток-шоу Андрея Малахова;
2018 — Сольный концерт Николая Баскова «Верую» в Государственном Кремлёвском дворце;
2018 — Юбилейный концерт Олега Погудина в Государственном Кремлёвском дворце;
2018 — Юбилейный вечер Николая Добронравова;
2019 — Юбилейный концерт, посвященный 85-летию народного артиста СССР Василия Ланового в Государственном Кремлёвском дворце;
2019 — Первая Российская национальная телевизионная премия ТЭФИ-KIDS;
2019 — «Бал Елены Образцовой» в Большом театре России;
2019 — Большой юбилейный концерт, посвященный 90-летию Александры Пахмутовой в Большом театре России;
2020 — «Дом культуры и смеха» — юмористическое скетч-шоу;
2020 — Юбилейный концерт «Хибла Герзмава и друзья» в Государственном Кремлёвском дворце;
2020 — «Танцы со звёздами» одиннадцатый сезон, ведущий Андрей Малахов;
2020 — Большой концерт «Мы Вместе» с Большом театре России — концерт-посвящение врачам и волонтерам, которые героически сражаются за жизни людей в период пандемии COVID-19;
2020 — Концерт-акция «Мы — Россия», посвященный Дню России на Красной площади;
2020 — Концерт Победы на Мамаевом Кургане (Волгоград);
2020 — Вторая Российская национальная телевизионная премия ТЭФИ-KIDS;
2021 — «Танцы со звёздами»: двенадцатый сезон, ведущий Андрей Малахов;
2021, 12 апреля — Концерт посвященный Юбилею первого полета человека в космос (Байконур)
2021 — «Я вижу твой голос», ведущий Владимир Маркони;
2021, 12 июня — День России — 2021. Большой праздничный концерт на Красной площади в Москве;
2021, 22 июня — «22 июня, ровно в 4 часа». Акция Памяти, посвященная 80-летию со дня начала Великой Отечественной войны;
2021, 30 июля — Концерт, посвящённый празднованию 800-летия со дня рождения святого благоверного князя Александра Невского в Нижнем Новгороде;
2021 — Третья Российская национальная телевизионная премия ТЭФИ-KIDS;
2022 — «Танцы со звёздами»: тринадцатый сезон, ведущий Андрей Малахов;
2022 — н. в. — «Песни от всей души» еженедельное ток-шоу Андрея Малахова;
2022, 12 июня — День России — 2022. Большой праздничный концерт на Красной площади в Москве;
2022, 30 июля — Музыкальный фестиваль «Великая Русь» у собора Александра Невского в Нижнем Новгороде;
2022, 9 августа — «Ленинградская симфония на берегу Невы». Концерт, посвящённый 80-летию первого исполнения Седьмой «Ленинградской» симфонии Дмитрия Шостаковича в блокадном Ленинграде на стрелке Васильевского острова в Санкт-Петербурге. Прямая трансляция;
2023, 26 марта — Специальный выпуск «Синяя птица и друзья», посвященный мамам и бабушкам;
2023, 9 мая — Большой праздничный концерт, посвященный Дню Победы;
2023, 12 июня — День России — 2023. Большой праздничный концерт на Красной площади в Москве;
2023, 17 июня — Концерт над Волгой. Посвящение русской провинции. Прямая трансляция из Плёса;
2024, 7 января — «Нежность твоя», Вечер Николая Добронравова;
2024, 19 января — «Первые 100 лет», Юбилей киностудии «Мосфильм» Прямая трансляция из первого павильона;
2024, 27 января — Концерт-реквием к 80-летию полного освобождения Ленинграда от фашистской блокады, Санкт-Петербург, Газпром Арена. Прямая трансляция;
2024, 2025 — «Поймай меня если сможешь» развлекательное шоу, ведущий Владимир Маркони;
2024, 1 мая — «В песне жизнь моя», концерт, посвященный юбилею А. Н. Пахмутовой в городе Волгограде. Прямая трансляция;
2024, 9 мая — Большой праздничный концерт, посвященный Дню Победы;
2024, 9 мая — «Песни Победы» Праздничный концерт Ильдара Абдразакова;
2024, 1 июня — Большой концерт, посвященный Дню защиты детей;
2024, 6 июня — «Отражения» концерт к 225-летнему юбилею А. С. Пушкина в Болдино. Прямая трансляция;
2024, 12 июня — День России — 2024. Большой праздничный концерт на Красной площади в Москве;
2024, 6 июля — «Ключ к Сибири», Праздничный концерт в городе Тобольске в рамках фестиваля «Лето в Тобольском Кремле». Прямая трансляция;
2024, 9 ноября — «Большая жизнь», юбилейный вечер Александры Пахмутовой в Большом театре России. Прямая трансляция;
2025, 9 мая — Большой праздничный концерт, посвященный 80-й годовщине Великой Победы;
2025, 9 мая — Концерт Победы у Московского Кремля. Прямая трансляция ;
2025, 11 мая — «Песни Победы на Мамаевом кургане» Ильдар Абдразаков и Юрий Башмет;
2025, 12 июня — Большой праздничный концерт, посвященный Дню России на Красной площади в Москве;
2025, 12 июня — Концерт классической музыки в рамках фестиваля "Кантата. Россия" на Красной площади в Москве, при участии оркестра Большого театра России под управлением маэстро Валерия Гергиева

## Опера «Пассажирка»
27 января 2017 года, в Международный день памяти жертв Холокоста, состоялась премьера оперы «Пассажирка» М. С. Вайнберга, которую поставил Сергей Широков на сцене Московского театра «Новая опера» имени Е. В. Колобова.
Огромную поддержку в реализации проекта оказал народный артист СССР Иосиф Кобзон.
Художник-постановщик оперы — Лариса Ломакина. Художник по костюмам — Игорь Чапурин.
Сергей Широков об опере: 
«Пассажирка» для меня — не просто опера в ряду других произведений музыкального театра XX века. «Пассажирка» — это колоссальное эмоциональное напряжение, это такое абсолютно «прямое высказывание», в некоторых эпизодах очень трогательное и даже сентиментальное, а в некоторых моментах — безумно жестокое. Это почти античная драма — очень внятная, несмотря на сложность оркестровой фактуры и сверхэкспрессию вокальной речи. «Пассажирка» даёт возможность современному режиссёру работать, используя все находящиеся в его распоряжении средства выразительности и художественные языки, в том числе далекие от традиционных оперных стереотипов. В этом смысле «Пассажирка» — «открытая форма». Но это ещё и очень «классическое» произведение, в котором нравственное послание, этический стержень дают чёткие ограничения для любых наших фантазий…" 
Пресса о постановке:
«В Новую Оперу „Пассажирка“ пришла как продюсерский проект Иосифа Кобзона, а название выбрал Сергей Широков — режиссёр с телевидения, дебютировавший в театре. Его работу можно назвать профессиональной, опыт телевизионщика пригодился в организации картинки, крупные планы и постановочные кадры грамотно увязаны со сценографией Ларисы Ломакиной и костюмами Игоря Чапурина. Нары, колючая проволока, бритые головы и полосатые робы заключенных — все как будто сошло с киноэкранов.»
Пётр Поспелов, Ведомости, 30 января 2017
«Вопреки ожиданиям зловещая тень шоу-бизнеса и непривычный для оперного мира повышенный уровень пиара не наделали вреда. У „Пассажирки“ — теперь уже московской — снова заслуженный успех. Можно упрекнуть постановщиков, что терпкими для оперного театра приемами они пользуются как-то слишком уж легко, невыстраданно и нерасчетливо. Что видеоряд иногда избыточен и отвлекает от музыки, которая вовсе не нуждается в постоянных подпорках. Но „Пассажирка“ — не совсем обычная опера: она ещё и документ, и плакат, и киномонтаж. И телевизионная прямолинейность её не оскорбляет, наоборот, может помочь достучаться до всех сидящих в зале. И уж точно никаких шансов остаться равнодушными им не оставляет стоящий за пультом главный дирижёр театра Ян Латам-Кёниг. Он бьет наотмашь, вытаскивая из музыки Вайнберга всю её бескомпромиссную резкость, задавленную красоту и роскошь прямого высказывания, почти невозможную в наше время.»
Екатерина Бирюкова, Colta.ru, 31 января 2017

## Проект «Амадеус. Лаборатория оперы»
8 ноября 2020 года в рамках Молодежного образовательно-творческого проекта «Оперный класс» от Фонда Елены Образцовой, состоялась премьера спектакля «Амадеус. Лаборатория оперы».
Спектакль создан на основе трех опер В. А. Моцарта по либретто Лоренцо да Понте — «Свадьба Фигаро», «Дон Жуан» и «Так поступают все женщины». Постановка построена на музыкально-психологическом эксперименте. Герои трилогии Моцарта существуют в обстоятельствах 2020 года, они попадают в некое замкнутое нежилое пространство, в котором «уживаются» друг с другом, принимают себя, взаимодействуют, примеряя разные маски.
Премьера оперы прошла на сцене Московского театра Новая Опера им. Е. В. Колобова.

## Интервью
- «Кто там» с Вадимом Верником, телеканал «Культура» — 2017 год[16]
- «Худсовет» с Нарой Ширалиевой, телеканал «Культура» — 2017 год[17]
- «Интервью» с Федором Баландиным, телеканал «Москва 24» — 2017 год[18]
- Сергей Широков о «Новогоднем Голубом Огоньке» для киноконцерна «Мосфильм» — 2018 год[19]

## Награды и премии
- Гран-При Международного конкурса детской песни «Евровидение — 2006» (Сестры Толмачевы)[20]
- Премия города Москвы в области литературы и искусства, в номинации «Музыкальное искусство» в 2018 году за постановку оперы «Пассажирка» М. С. Вайнберга[21]
- 17 декабря 2017 в Государственном Кремлёвском дворце на торжественной церемонии вручения премии Федерации еврейских общин России «Скрипач на крыше» режиссёр оперы Сергей Широков одержал победу в номинации «Театр» за постановку оперы «Пассажирка»[22]
- Благодарность Президента Российской Федерации В. В. Путина «За вклад в организацию и проведение мероприятий, направленных на социальную поддержку граждан в период эпидемии коронавирусной инфекции (COVID-19) в Российской Федерации» 28 декабря 2020 года № 322-рц
- Благодарность Президента Российской Федерации В. В. Путина «За большой вклад в подготовку и проведение общественно значимых мероприятий» от 01 декабря 2021 года
- Медаль ордена "За заслуги перед Отечеством" II степени, указ Президента Российской Федерации от 24 апреля 2023 года
- Премия Правительства Российской Федерации в области культуры (26 декабря 2023) — за проведение Концерта-Реквиема в день 80-летия начала Великой Отечественной войны 22 июня 2021 г. «22 июня. Ровно в 4 утра»[23]
- Четырехратный лауреат российской национальной телевизионной премии "ТЭФИ" 2025